# Azusa (싱어송라이터)
azusa(아즈사, 1988년 12월 4일 ~ )는 일본의 여성 싱어송라이터이다.
가고시마현 오시마군 야마토촌 출신. 소속 레이블은 포니캐년, 소속 사무소는 White Dream 계열의 베인티인우노 보관됨 2012-06-11 - 웨이백 머신. 원 스파클링☆포인트의 멤버. 본명은 미츠 아즈사(満梓), 구예명은 아즈사(梓).

## 내력
2003년 11월, 중학 3학년 때에, 아마미 군도의 도쿠노섬에 있는 토쿠노시마 문화 회관에서, 토쿠노시마 위원회와 빙 안의 음악 사무소 LOOP가 공동으로 실시한 오디션 'Power of Dream'를 받는다. 입상은 놓쳤지만 심사원의 평가가 높았기 때문에, 권유를 받는다. 그 후, 같은 입상은 놓쳤지만 평가가 높았던 아이 마을, 동 오디션으로 그랑프리를 수상한 아스카와 함께 스파클링☆포인트를 결성(동 유닛에서는 아즈사(梓) 명의). 아마미오섬의 라이브 하우스에서 레슨을 개시한다. 2004년 3월, 중학 졸업과 동시에 오사카부로 이주해, 오사카시 안의 통신제 고교에 입학.
2004년 9월 1일에 'Hey Hey Baby! You're NO. 1!'으로 데뷔. 2006년 9월 1일에 릴리스 된 '사랑의1-2-3'에서는, 센터 보컬을 근무했다. 동작 이후, 아스카를 대신해 센터&메인 보컬을 근무한다. 2007년 2월 23일에 릴리스 된 '안녕의 대신에'에서는, 작사·작곡을 다룬다. 자신의 중학 졸업이나 고교 졸업과 링크해 제작된 작품이다. 2007년 3월 24일에 고교 졸업. GIZA studio로부터 NORTHERN MUSIC로 이적이 되어, 도쿄도로 이주.
2007년 7월 4일에 릴리스 된 앨범 '떙큐-!!'에서는 '안녕의 대신에' 이외에 '환상의 달' '꿈과 너와 나와'의 작사를 담당. 덧붙여 혼자서 다룬 작품은 본명인 미츠 아즈사 명의다. 동 앨범을 릴리스 후, 고향인 아마미오섬에서의 개선 라이브를 실시한다. 그러나, 동 라이브를 마지막으로 CD의 릴리스 정보나 라이브 정보가 갱신되지 않게 되어, 그룹으로의 활동은 사실상의 활동 휴지가 된다. 유일, 레귤러 프로그램이었던 넷 라디오 '온천 온다'는 계속되는 형태가 되었다.
2008년 3월부터는 'azusa'명의로의 솔로 활동이 중심이 된다. 2008년 가을, 넷 라디오 '온천 온다'가 종료. 2009년 4월 14일부터 단맛 에프엠에서, 도쿄에서 꿈으로 향해 노력하고 있는 아마미 출신의 젊은이를 소개하는 프로그램 '용마와 azusa의 도쿄데유등 왕Di!'의 MC를 같은 아마미오섬 출신의 싱어 야스다 류우마와 함께 맡는다.
2009년 6월 2일에 스파클링☆포인트의 해산이 발표되었다.
2010년 7월 21일에 포니캐년에서 TV애니메이션 '아마가미 SS'의 오프닝 테마 'i Love'로 재데뷔. 10월 20일에 2nd 싱글 '너인 채로'를 릴리스. 지금까지 발매한 싱글이나 앨범은 모두 스파클링☆포인트 시대를 넘긴 히트를 기록했다.
2013년 11월 6일의 블로그로, 활동 휴지를 발표했다.

## 인물
스파클링☆포인트 결성의 계기가 된 가수 오디션 'Power of Dream'는 중학 3학년때에 친구가 불러 받았다. 오디션으로 노래한 곡은 KOKIA의 'The power of smile'. 투명한 고음의 소리질의 소유자로, 원래 남의 앞에서 노래하는 것을 정말 좋아했다. 중학 3학년 때에 한자 검정 2급을 취득. 검도 대회 우승의 경력을 가진다.
애칭은 '아즈'. 넷 라디오 '요시코와 가나의 아마가미 커밍 스위트!'에 게스트 출연시에는 '아즈상'이라고도 불렸다. 취미는 작곡, 홀로 여행, 거리를 흔들흔들 하기. 특기는 스모, 값 싼 상품을 찾아내는 일. 좋아하는 아티스트는, 현향, aiko, 아리시아 키즈. 좋아하는 여배우는 시소코우나 요네쿠라 료코. 좋아하는 것은 아마미, MUSIC, 모두의 웃는 얼굴, 닭꼬치(소금), 완두콩, 레버, 참깨 누구. 좋아하는 색은 흰색. 또, 피아노가 자신있고, 라이브나 '안녕의 대신에'의 PV나 솔로 라이브로 피로했다. 솔로가 되고 나서는, 스파클링☆포인트 시대와는 달리, 연주 이야기로의 가창이 많다.

## 라이브 출연
- 2008년
  - 3월 28일-오사카의 'hills 빵 공장'으로 개최의 MJTV presents HORIELIVE FACTORY에 타카오카 아이, 미원지의와 함께 출연해, 첫 솔로 라이브를 성공시킨다.
  - 4월 19일-도쿄의 '신쥬쿠 RUIDO K4'로 개최의 150조 한정의 라이브에 솔로로 출연해, 2번째의 솔로 라이브를 성공시킨다.
  - 8월 31일- '시부야 RUIDOK 2', 9월 10일에 '양국 Fourvalley', 9월 23일에 '코이와eM SEVEN'의 라이브에 출연.
  - 10월 29일- '시부야 SPUMA'로 솔로 라이브를 실시했다. 덧붙여 첫 카페에서의 라이브이기도 했다.
  - 11월 13일-기타센주에서 첫 스트리트 라이브를 실시했다.
  - 11월 20일-기타센주에서 스트리트 라이브를 실시했다.
  - 12월 5일- '시부야 SPUMA'로 2번째의 카페 라이브에 출연.
  - 12월 13일- '요츠야 지붕에 만든 창문. comfort'로 행해진 이벤트 'Super-right brain sence~춤추듯 내려간 멜로디 vol. 1'에 출연. 솔로 라이브를 통해서 알게 된, 인디즈로 피아노 연주 이야기나 악곡 제공의 활동하고 있는 츠노다굉지와 곡의 써 사랑 교환을 했다. 동이벤트에도 츠노다굉지의 권유로 출연했다.
- 2009년
  - 1월 20일- '시부야 RUIDO K2'로의, 라이브 '성・공・가・음 vol. 3'에 출연.
  - 2월 27일- '요츠야 지붕에 만든 창문. comfort'로의 라이브 'comfort presents Precious!'에 출연.
  - 4월 17일- '시부야 RUIDO K2'로의, 라이브 '성・공・가・음 vol. 5'에 출연.
  - 5월 12일- '요츠야 지붕에 만든 창문. comfort'로의 라이브 'comfort presents Precious!'에 출연.
  - 5월 27일- '시부야 SPUMA'로의 라이브 'Pop's Living'에 출연.
  - 6월 25일- '시부야 SPUMA'로의 라이브 '트놋치 Dream Party~Super-right brain sence Vol. 2'에 출연.
  - 6월 29일- '도랑의 입'에서 스트리트 라이브를 실시했다.
  - 7월 18일- '시부야 RUIDO K2'로의 아마미의 이벤트 ' 제3회무 글자등 사호코라샤 TOKYO NIGHT'에 출연.
  - 7월 27일- '요츠야 지붕에 만든 창문. comfort'로의 라이브 'Precious!'에 출연.
  - 8월 10일- '시모키타자와 mona records'로의 라이브에 출연.
  - 8월 16일- '시부야 RUIDO K4'로의 라이브 'Wonderful Opportunity Season 6 ~Acoustic~'에 출연.
  - 10월 1일- '시모키타자와 mona records'로의 라이브에 출연.
  - 10월 20일- '다카다노 바바 live cafe mono'로의 라이브에 출연.
  - 10월 28일- '코엔지락이나'로의 라이브에 출연.
  - 11월 7일- '요츠야 지붕에 만든 창문. comfort'로의 라이브 'comfort presents 쓰리 맨 라이브'에 출연.
  - 11월 24일- '키치죠우지 SHUFFLE'로의 라이브 'Color Scene'에 출연.
  - 12월 9일- '시모키타자와 mona records'로의 라이브에 출연.
  - 12월 24일- '이케부쿠로 RUIDO K3'로의 라이브에 출연.
- 2010년
  - 1월 22일- '요츠야 지붕에 만든 창문. comfort'로의 라이브에 출연.
- 2011년
  - 6월 3일- 나카노 썬 플라자 홀로의 라이브 '~동일본 대지진 자선 형 손 콘서트~(AnimeSong) Smile'에 출연.

## 디스코그래피

### 싱글
| 매  | 발매일           | 타이틀              | 규격품번                              | 최고위 |
| --- | ---------------- | ------------------- | ------------------------------------- | ------ |
| 1st | 2010년 7월 21일  | i Love              | PCCG-01100                            | 30위   |
| 2nd | 2010년 10월 20일 | 너인 채로           | PCCG-01112                            | 22위   |
| 3rd | 2011년 4월 27일  | 꿈 노트             | PCCG-01162(특별반) PCCG-01164(통상반) | 38위   |
| 4th | 2011년 5월 18일  | 한여름의 포토그래프 | PCCG-01167                            | 38위   |
| 5th | 2012년 2월 1일   | Check my soul       | PCCG-01229                            | 20위   |
| 6th | 2012년 2월 8일   | 고백                | PCCG-01230                            | 20위   |
| 7th | 2012년 10월 17일 | 태양의 사인         | PCCG-70165(신희반) PCCG-70166(통상반) | 23위   |

#### 전달한정 싱글
| 발매일          | 타이틀                         | 규격            |
| --------------- | ------------------------------ | --------------- |
| 2010년 12월 8일 | stories~azusa self-cover ver.~ | 디지털 다운로드 |

### 앨범
| 매  | 발매일          | 타이틀 | 규격품번    | 규격품번  | 최고위 |
| 매  | 발매일          | 타이틀 | 첫회 한정반 | 통상반    | 최고위 |
| --- | --------------- | ------ | ----------- | --------- | ------ |
| 1st | 2011년 8월 31일 | azusa  | PCCG-1190   | PCCG-1188 | 37위   |

### 영상작품
| 매  | 발매일          | 타이틀                                 | 규격품번   | 최고위 |
| --- | --------------- | -------------------------------------- | ---------- | ------ |
| 1st | 2012년 8월 22일 | azusa Music Video & Live DVD~visuel~#1 | PCCG-52219 | 118위  |

### 참가작품
| 악곡               | 발매일           | 아티스트 | 수록 작품                                                                       | 비고      |
| ------------------ | ---------------- | --- | ------------------------------------------------------------------------------- | --------- |
| stories            | 2010년 12월 15일 | 아야츠지 츠카사(나즈카 가오리), 사쿠라이 리호코(신타니 료코), 타노마치 카오루(사토 리나), 나카타 사에(콘노 히로미), 나나사키 아이(유카나), 모리시마 하루카(이토 시즈카) | TV애니메이션 '아마가미 SS' 캐릭터 이미지 송스 For You …                         | 작사·작곡 |
| So가 아냐!?        | 2011년 5월 3일   | 아스타 롯데 유그바르(쿠기미야 리에) | TV애니메이션 '아스타 롯테의 장난감!' 캐릭터 송 CD Vol. 1 아스타 롯데/유디트     | 작사      |
| 문나이트           | 2011년 5월 3일   | 유디트 스노레비크(나바타메 히토미) | TV애니메이션 '아스타 롯테의 장난감!' 캐릭터 송 CD Vol. 1 아스타 롯데/유디트     | 작사      |
| 대담♪Girl          | 2011년 5월 18일  | 토우노하루 미나리과 다년초(타무라 유카리) | TV애니메이션 '아스타 롯테의 장난감!' 캐릭터 송 CD Vol. 2 미나리과 다년초/나오야 | 작사      |
| 1 mm스카이라인     | 2011년 5월 18일  | 토우노하루 나오야(사토 리나) | TV애니메이션 '아스타 롯테의 장난감!' 캐릭터 송 CD Vol. 2 미나리과 다년초/나오야 | 작사      |
| 나이트 사벨        | 2011년 6월 15일  | 글리젤더 레긴하르트(후지무라 아유미) | TV애니메이션 '아스타 롯테의 장난감!' 캐릭터 송 CD Vol. 3 제르다/에피            | 작사      |
| milky way          | 2011년 6월 15일  | 에르후레다 미르야스좃티르(호리에 유이) | TV애니메이션 '아스타 롯테의 장난감!' 캐릭터 송 CD Vol. 3 제르다/에피            | 작사      |
| 이 세상은 미스터리 | 2011년 6월 15일  | 인구라두 소르베이크 소르그림스(사이토 치와) | TV애니메이션 '아스타 롯테의 장난감!' 캐릭터 송 CD Vol. 4 이니/애리카            | 작사      |
| 미라 성화상 패스   | 2011년 6월 15일  | 애리카 드라크르 드레이프니르스(고토 유코) | TV애니메이션 '아스타 롯테의 장난감!' 캐릭터 송 CD Vol. 4 이니/애리카            | 작사      |
| 스위치 온!!!       | 2011년 7월 6일   | 이사드라 핀스좃티르(아스미 카나) 시굴드 스베인손 스바르트헤이즈(요시노 히로유키)                                                                                        | TV애니메이션 '아스타 롯테의 장난감!' 캐릭터 송 CD Vol. 4 이니/애리카            | 작사      |
| Midnight Kiss      | 2011년 7월 6일   | 메르체리다 유그바르(미나구치 유코) | TV애니메이션 '아스타 롯테의 장난감!' 캐릭터 송 CD Vol. 4 이니/애리카            | 작사      |
| Your Smile         | 2012년 2월 22일  | 아야츠지 츠카사(나즈카 카오리) | TV애니메이션 '아마가미 SS+ plus' Character Songs w/OST 'always vol. 01'         | 작사      |
| 아이스크림 날씨    | 2012년 2월 22일  | 사쿠라이 리호코(신타니 료코) | TV애니메이션 '아마가미 SS+ plus' Character Songs w/OST 'always vol. 01'         | 작사      |
| SIMP-RISM          | 2012년 2월 22일  | 나나사키 아이(유카나) | TV애니메이션 '아마가미 SS+ plus' Character Songs w/OST 'always vol. 01'         | 작사      |
| Distance           | 2012년 3월 7일   | 타노마치 카오루(사토 리나) | TV애니메이션 '아마가미 SS+ plus' Character Songs w/OST 'always vol. 02'         | 작사      |
| 한겨울의 세레나데  | 2012년 3월 7일   | 나카타 사에(콘노 히로미) | TV애니메이션 '아마가미 SS+ plus' Character Songs w/OST 'always vol. 02'         | 작사      |
| Sweet Graduation   | 2012년 3월 7일   | 모리시마 하루카(이토 시즈카) | TV애니메이션 '아마가미 SS+ plus' Character Songs w/OST 'always vol. 02'         | 작사      |
| Wonder Land        | 2012년 3월 7일   | 타치바나 미야(아스미 카나) | TV애니메이션 '아마가미 SS+ plus' Character Songs w/OST 'always vol. 02'         | 작사      |
| Install x Dream    | 2012년 10월 17일 | 안(아스미 카나), 병아리(새끼새)(치하라 미노리), 아이네스(미즈하시 카오리), 레이네(나카지마 메구미)                                                                      | TV애니메이션 '무장신희' 오프닝 테마                                             | 작사      |

### 솔로 미발매곡
- With U
- I just believe
- 외톨이
- 모래시계
- 크리스마스 이브
- cry cry
- 스물의 휴지
- Remember Our Time
- YELL
- 2h의 고리

이하, 커플링으로 발표된 것
- 무지개가 시작하는 장소(태양의 싸인 C/W)

## 타이업
| 곡명                 | 정체                                                                      |
| -------------------- | ------------------------------------------------------------------------- |
| i Love               | 텔레비전 애니메이션 '아마가미 SS'전기 오프닝 테마                         |
| 너인 채로            | 텔레비전 애니메이션 '아마가미 SS'후기 오프닝 테마                         |
| 꿈노트               | 텔레비전 애니메이션 '만약드러'오프닝 테마                                 |
| 한 여름의 포토그래프 | 텔레비전 애니메이션 '아스타 롯테의 장난감!'엔딩 테마                      |
| 내일 개이면          | 텔레비전 도쿄 '형 쑥스러워해 Presents 형 손푸라스+'2011년 8월도 엔딩 테마 |
| Check my soul        | 텔레비전 애니메이션 '아마가미 SS+ plus'오프닝 테마                        |
| 고백                 | 텔레비전 애니메이션 '아마가미 SS+ plus'엔딩 테마                          |
| 태양의 사인          | 텔레비전 애니메이션 '무장신희'엔딩 테마                                   |

## 출연

### 라디오
- 용마와 azusa의 도쿄데유등 왕Di! (2009년 4월 14일- 2011년 3월, 디!웨이브) - 야스다 류우마와의 합동 MC
- A&G ARTIST ZONE 2h (월요일 퍼스낼러티: 2010년 10월 4일- 2012년 12월 24일, 초! A&G+)